# Салтичія
Салтичі́я (місцева назва: Салтичія́) — село в Україні, у Чернігівській селищній громаді Бердянського району Запорізької області. Населення становить 416 осіб (1 січня 2015). До 2016 орган місцевого самоврядування — Обіточненська сільська рада.
Село тимчасово окуповане російськими військами 24 лютого 2022 року.

## Географія
Село Салтичія розташоване на обидвох берегах одноймейнної річки яка через 3 км впадає в річку Обитічна. На відстані 2,5 км розташоване село Обіточне. Загальна протяжність села 5 км. На південь від села знаходиться сопка Каратюбе — «Чорна могила».

## Назва
Назва річки, а згодом й села походить від тюркського «салтак» — грязюка.

## Історія

### Дореволюційна доба
Село засноване 1815 року державними селянами з сусідньої Попівки, нині Смирнове, Пологівського району, які в свою чергу в 1805 році прибули з села Попівка, нині Полтавської області. На початку свого існування й до 1859 року Салтичія вважалася хутором Попівки. Хліборобством займалися мало, а тримали багато худоби, користуючись надлишком землі та сінокосів, які існували до початку 60-х років. У 1865 році в селі проживало 668 чоловік. У 1883 р. відбувся переділ землі. Орної землі стає більше. Землеробство в цей час переважає скотарство, але врожаї були невисокі. У 1862 році було куплено дерев'яну церкву й перевезено в Салтичію. Парафіянами також були мешканці с. Обіточне. Населення села зростало за рахунок переселенців з Катеринославської та інших губерній. На початку XX століття село було в чмслі багатих та великих сіл Бердянського повіту.
У 1896 році в центрі села на кошти сільської громади збудовано початкову земську школу з будинком для вчителів та господарськими будівлями. Школа була двоштатною, у 1911 році навчалося 74 учні: 53 хлопчики й 21 дівчинка.За переписом 1897 року кількість мешканців становила 1292 осіб (650 чоловічої статі та 642 — жіночої), з яких 1278 — православної віри.
7 (20) листопада 1917 року, відповідно до Третього Універсалу Української Центральної Ради, увійшло до складу Української Народної Республіки.

### Радянська доба
Революційні перетворення та прихід до влади більшовиків внесли зміни в розмірене життя селян. Частина чоловіків загинула на фронтах. Бачили жителі й вояків кайзера і денікінців і червоних і кінноту Примакова і врангелівців і махнівців. Частина служила в Махна, частина в червоних, частина в білих. Після війни землі було націоналізовано. У голод 1921—1922 в селі померло 120 чоловік. У період розкуркулення з села виселено близько 15 найкращих господарів. Під час голоду 1932—1933 років у селі померло близько 200 селян. Після цього в село завезли 20 сімей з Брянської області. У ці роки було закрито й зруйновано місцеву церкву. У 1936 році в селі організовано семирічну школу.
203 салтичінці воювало на фронтах німецько-радянської війни, 77 з них загинуло, 107 нагороджено орденами та медалями. У важкі повоєнні роки вдалося відновити виробництво. Салтичія стає бригадним селом. У 1972 році 3-ю бригадою колгоспу «Дружба». У селі працює восьмирічна школа. Однак поступово село потрапляє в розряд неперспективних, молодь звідси виїжджає.

### В незалежній Україні
Після проголошення України незалежною державою, в селі споруджена будівля нової школи, а також значну кількість колгоспних будинків для селян. У 2000 році утворено ПСП «Прогрес». На сьогоднішній день в селі працює медпункт, пошта, магазин, переробні підприємства місцевого господарства, ферми. У 2005 році закрито школу.
12 червня 2020 року, відповідно до Розпорядження Кабінету Міністрів України від  № 713-р «Про визначення адміністративних центрів та затвердження територій територіальних громад Запорізької області», увійшло до складу Чернігівської селищної громади.
19 липня 2020 року після ліквідації Чернігівського району село увійшло до Бердянського району.

## Населення

### Мова
| українська мова | російська |
| --------------- | --------- |
| 97.47 %         | 2.53 %    |

## Економіка
- «Прогрес», сільськогосподарське ПП.

## Об'єкти соціальної сфери
- Школа I—II ст.
- Клуб.

## Відомі люди
- Вукалович Михайло Петрович (1898—1969) — радянський фізик, доктор технічних наук, професор, лауреат Сталінської і Ленінської премій.
- Тищенко Юрій Пилипович — видавець, публіцист, письменник, журналіст, перекладач, суспільний діяч, член Української Центральної Ради.